# Fußballsportverein Frankfurt 1899 2020-2021
Questa voce raccoglie le informazioni riguardanti il Fußballsportverein Frankfurt 1899 nelle competizioni ufficiali della stagione 2020-2021.

## Stagione
Nella stagione 2020-2021 il FSV Francoforte, allenato da Thomas Brendel, concluse il campionato di Regionalliga sudovest al 6º posto.

## Rosa
| N. |                     | Ruolo | Calciatore        |
| -- | ------------------- | ----- | ----------------- |
| 1  | Germania (bandiera) | P     | Kenan Mujezinović |
| 2  | Germania (bandiera) | D     | Timo Kunert       |
| 4  | Germania (bandiera) | D     | Thomas Konrad     |
| 4  | Germania (bandiera) | D     | Jesse Sierck      |
| 5  | Gambia (bandiera)   | D     | Alieu Sawaneh     |
| 6  | Germania (bandiera) | C     | Burdenski         |
| 7  | Germania (bandiera) | C     | Ahmed Azaouagh    |
| 9  | Germania (bandiera) | A     | Arif Güclü        |
| 10 | Libano (bandiera)   | C     | Ihab Darwiche     |
| 11 | Germania (bandiera) | C     | Mischa Häuser     |
| 12 | Germania (bandiera) | C     | Marco Speck       |
| 14 | Germania (bandiera) | C     | Andu Kelati       |
| 16 | Germania (bandiera) | P     | Daniel Endres     |
| 17 | Germania (bandiera) | C     | Steffen Straub    |

| N. |                                 | Ruolo | Calciatore              |
| -- | ------------------------------- | ----- | ----------------------- |
| 18 | Germania (bandiera)             | A     | Jake Hirst              |
| 19 | Germania (bandiera)             | A     | Muhamed Alawie          |
| 20 | Bosnia ed Erzegovina (bandiera) | C     | Emir Sejdović           |
| 21 | Bosnia ed Erzegovina (bandiera) | D     | Elmir Muhić             |
| 22 | Germania (bandiera)             | C     | Simon Lüders            |
| 23 | Germania (bandiera)             | D     | Robin Williams          |
| 24 | Germania (bandiera)             | C     | Canel Burcu             |
| 26 | Germania (bandiera)             | C     | Demyan Imek             |
| 27 | Germania (bandiera)             | D     | Adrian Schulze-Solano   |
| 28 | Germania (bandiera)             | D     | Leonhard von Schroetter |
| 29 | Germania (bandiera)             | D     | Dominik Nothnagel       |
| 30 | Germania (bandiera)             | C     | Denis Mangafic          |
| 31 | Germania (bandiera)             | P     | Sebastian Schreiber     |
| 32 | Germania (bandiera)             | C     | Luca Bazzoli            |

## Organigramma societario
Area tecnica
- Allenatore: Thomas Brendel
- Allenatore in seconda: Taner Yalçın
- Preparatore dei portieri: Christoph Gerigk, Marcel Richter, Marc Stephanie
- Preparatori atletici:
- Analisi video:

## Calciomercato

### Sessione estiva
| Acquisti | Acquisti                | Acquisti              | Acquisti |
| R.       | Nome                    | da                    | Modalità |
| -------- | ----------------------- | --------------------- | -------- |
| D        | Leonhard von Schroetter | Augusta II            |          |
| C        | Ihab Darwiche           | Homburg               |          |
| C        | Canel Burcu             | Rot-Weiss Francoforte |          |
| P        | Daniel Endres           | Bayern Alzenau        |          |
| C        | Demyan Imek             | FSV Francoforte U19   |          |
| C        | Simon Lüders            | FSV Francoforte U19   |          |
| D        | Elmir Muhić             | Viktoria Griesheim    |          |
| D        | Alieu Sawaneh           | Bayern Alzenau        |          |

| Cessioni | Cessioni        | Cessioni                 | Cessioni |
| R.       | Nome            | a                        | Modalità |
| -------- | --------------- | ------------------------ | -------- |
| P        | Jannik Kraft    | Rot-Weiss Francoforte    |          |
| D        | Nestor Djengoue | Eintracht Stadtallendorf |          |
| D        | Jeong-hui Cho   | Opatija                  |          |
| D        | Lukas Wilton    | Babelsberg               |          |
| A        | Mirco Born      | Astoria Walldorf         |          |
| D        | Alban Lekaj     | Hessen Dreieich          |          |
| A        | Vito Plut       | Tarxien Rainbows         |          |

## Risultati

### Regionalliga sudovest

#### Girone di andata
| Arbitro: | Hasmann |

|          |           |  |
| Flum 82’ | Marcatori |  |

| Arbitro: | Kessel |

|                      |           |             |
| Hirst 16’ Alawie 45’ | Marcatori | 64’ Fischer |

| Arbitro: | Dingler |

|                                        |           |           |
| Higl 59’ Rühle 85’ Reichert 90’ (rig.) | Marcatori | 83’ Güclü |

| Arbitro: | Zemke |

|            |           |  |
| Alawie 44’ | Marcatori |  |

| Arbitro: | Schlosser |

|          |           |            |
| Weil 75’ | Marcatori | 77’ Alawie |

| Arbitro: | Brombacher |

|                                     |           |  |
| Alawie 66’ (rig.), 70’ Azaouagh 87’ | Marcatori |  |

| Arbitro: | Scheuermann |

|  |           |                  |
|  | Marcatori | 3’ (rig.) Alawie |

| Arbitro: | Eckermann |

|                                   |           |           |
| Straub 26’ Güclü 50’ Darwiche 80’ | Marcatori | 65’ Dawid |

| Arbitro: | Michels |

|                          |           |                                 |
| Marčeta 36’ Hoffmann 78’ | Marcatori | 45’ Darwiche 90’ (aut.) Salfeld |

| Arbitro: | Hildenbrand |

|           |           |                                            |
| Güclü 75’ | Marcatori | 9’, 40’, 72’ Koffi 18’ Suero 81’ Gösweiner |

| Arbitro: | Wacker |

|             |           |  |
| Mustafa 48’ | Marcatori |  |

| Arbitro: | Ehing |

|                                     |           |  |
| Williams 32’ Azaouagh 54’ Güclü 90’ | Marcatori |  |

| Arbitro: | Schneider |

|                |           |  |
| Güclü 28’, 71’ | Marcatori |  |

| Arbitro: | Prigan |

|           |           |                          |
| Sakai 66’ | Marcatori | 19’ Nothnagel 60’ Alawie |

| Arbitro: | Heim |

|                                     |           |           |
| Güclü 40’ (rig.) von Schroetter 65’ | Marcatori | 6’ Hermes |

| Bahlingen am Kaiserstuhl 20 gennaio 2021, ore 14:00 CET 16ª giornata | Bahlinger SC | 0 – 0 referto | FSV Francoforte | Kaiserstuhlstadion (0 spett.)\| Arbitro: \| Brombacher \| |
| Arbitro:                                                             | Brombacher   |               |                 |                                                           |

| Arbitro: | Kief |

|           |           |  |
| Hirst 88’ | Marcatori |  |

| Offenbach am Main 30 marzo 2021, ore 19:00 CEST 18ª giornata | Kickers Offenbach | 0 – 0 referto | FSV Francoforte | Kommt-Gesund-Wieder-Stadion (0 spett.)\| Arbitro: \| Dennemärker \| |
| Arbitro:                                                     | Dennemärker       |               |                 |                                                                     |

| Arbitro: | Rübe |

|                                            |           |                            |
| Darwiche 9’ Güclü 23’, 45’, 90’ Alawie 39’ | Marcatori | 75’ Ekene 80’ (rig.) Çakar |

| Arbitro: | Dingler |

|  |           |                   |
|  | Marcatori | 24’ (rig.) Alawie |

| Arbitro: | Eckermann |

|           |           |           |
| Güclü 75’ | Marcatori | 12’ Ilhan |

#### Girone di ritorno
| Arbitro: | Klein |

|                         |           |                                 |
| Nothnagel 33’ Güclü 86’ | Marcatori | 72’ Weißhaupt 82’ (rig.) Kehrer |

| Arbitro: | Falcicchio |

|           |           |                             |
| Wilke 26’ | Marcatori | 7’ Straub 67’ (aut.) Kerber |

| Arbitro: | Brombacher |

|           |           |                             |
| Hirst 81’ | Marcatori | 26’ Stoll 80’ Beck 85’ Higl |

| Arbitro: | Wacker |

|  |           |           |
|  | Marcatori | 78’ Hirst |

| Arbitro: | Hofheinz |

|  |           |                     |
|  | Marcatori | 29’ Wolf 74’ Sökler |

| Arbitro: | Knoll |

|  |           |           |
|  | Marcatori | 10’ Güclü |

| Arbitro: | Herbert |

|                   |           |  |
| Fisher 45’ (aut.) | Marcatori |  |

| Arbitro: | Günsch |

|                             |           |               |
| Speck 19’ (aut.) Sağlık 35’ | Marcatori | 57’ Nothnagel |

| Francoforte sul Meno 3 aprile 2021, ore 14:00 CEST 30ª giornata | FSV Francoforte | 0 – 0 referto | Homburg | PSD Bank Arena (0 spett.)\| Arbitro: \| Ballweg \| |
| Arbitro:                                                        | Ballweg         |               |         |                                                    |

| Arbitro: | Dingler |

|                         |           |                       |
| Fellhauer 20’ Suero 32’ | Marcatori | 45’ Bazzoli 72’ Güclü |

| Arbitro: | Digeser |

|            |           |                       |
| Alawie 41’ | Marcatori | 7’ Mustafa 19’ Fouley |

| Arbitro: | Falcicchio |

|  |           |               |
|  | Marcatori | 53’ Nothnagel |

| Arbitro: | Hasmann |

|                                           |           |             |
| Fahrenholz 17’ Hauk 62’ Sierck 76’ (aut.) | Marcatori | 50’ Bazzoli |

| Arbitro: | Heiker |

|  |           |                              |
|  | Marcatori | 27’ (rig.) Abruscia 89’ Volz |

| Arbitro: | Knoll |

|                  |           |                                           |
| Brandstetter 54’ | Marcatori | 9’ von Schroetter 38’ Kunert 70’ Sejdović |

| Arbitro: | Hardt |

|                                               |           |                                |
| Güclü 41’ Kelati 46’ Sierck 68’ Burdenski 84’ | Marcatori | 25’ (rig.) Fischer 35’ Falahen |

| Arbitro: | Michel |

|  |           |                |
|  | Marcatori | 41’, 53’ Hirst |

| Francoforte sul Meno 22 maggio 2021, ore 14:00 CEST 39ª giornata | FSV Francoforte | 0 – 0 referto | Kickers Offenbach | PSD Bank Arena (0 spett.)\| Arbitro: \| Glaser \| |
| Arbitro:                                                         | Glaser          |               |                   |                                                   |

| Arbitro: | Wacker |

|                 |           |  |
| Skenderović 72’ | Marcatori |  |

| Arbitro: | Heim |

|  |           |                             |
|  | Marcatori | 6’ Arutunjan 20’ Dierberger |

| Arbitro: | Michels |

|                            |           |                          |
| Marquet 7’, 9’ Budimbu 75’ | Marcatori | 76’ Güclü 85’, 90’ Hirst |

## Statistiche

### Statistiche di squadra
| Competizione | Punti | In casa | In casa | In casa | In casa | In casa | In casa | In trasferta | In trasferta | In trasferta | In trasferta | In trasferta | In trasferta | Totale | Totale | Totale | Totale | Totale | Totale | DR  |
| Competizione | Punti | G       | V       | N       | P       | Gf      | Gs      | G            | V            | N            | P            | Gf           | Gs           | G      | V      | N      | P      | Gf     | Gs     | DR  |
| ------------ | ----- | ------- | ------- | ------- | ------- | ------- | ------- | ------------ | ------------ | ------------ | ------------ | ------------ | ------------ | ------ | ------ | ------ | ------ | ------ | ------ | --- |
| Regionalliga | 70    | 21      | 11      | 4       | 6       | 33      | 26      | 21           | 9            | 6            | 6            | 25           | 22           | 42     | 20     | 10     | 12     | 58     | 48     | +10 |
| Totale       | 70    | 21      | 11      | 4       | 6       | 33      | 26      | 21           | 9            | 6            | 6            | 25           | 22           | 42     | 20     | 10     | 12     | 58     | 48     | +10 |

### Andamento in campionato
| Giornata  | 1  | 2  | 3  | 4  | 5  | 6 | 7 | 8 | 9 | 10 | 11 | 12 | 13 | 14 | 15 | 16 | 17 | 18 | 19 | 20 | 21 | 22 | 23 | 24 | 25 | 26 | 27 | 28 | 29 | 30 | 31 | 32 | 33 | 34 | 35 | 36 | 37 | 38 | 39 | 40 | 41 | 42 |
| --------- | -- | -- | -- | -- | -- | - | - | - | - | -- | -- | -- | -- | -- | -- | -- | -- | -- | -- | -- | -- | -- | -- | -- | -- | -- | -- | -- | -- | -- | -- | -- | -- | -- | -- | -- | -- | -- | -- | -- | -- | -- |
| Luogo     | T  | C  | T  | C  | T  | C | T | C | T | C  | T  | C  | C  | T  | C  | T  | C  | T  | C  | T  | C  | C  | T  | C  | T  | C  | T  | C  | T  | C  | T  | C  | T  | T  | C  | T  | C  | T  | C  | T  | C  | T  |
| Risultato | P  | V  | P  | V  | N  | V | V | V | N | P  | P  | V  | V  | V  | V  | N  | V  | N  | V  | V  | N  | N  | V  | P  | V  | P  | V  | V  | P  | N  | N  | P  | V  | P  | P  | V  | V  | V  | N  | P  | P  | N  |
| Posizione | 15 | 13 | 15 | 11 | 11 | 8 | 5 | 3 | 3 | 7  | 8  | 6  | 6  | 4  | 4  | 5  | 3  | 4  | 2  | 2  | 2  | 3  | 2  | 4  | 4  | 6  | 6  | 4  | 6  | 6  | 6  | 6  | 6  | 6  | 6  | 6  | 6  | 6  | 6  | 6  | 6  | 6  |

Legenda:

Luogo: C = Casa; T = Trasferta. Risultato: V = Vittoria; N = Pareggio; P = Sconfitta.

### Statistiche dei giocatori
| M. Alawie         | 37 | 10 | 3  | 1 |
| A. Azaouagh       | 35 | 2  | 9  | 1 |
| L. Bazzoli        | 38 | 2  | 11 | 1 |
| C. Burcu          | 12 | 0  | 3  | 0 |
| B. Burdenski      | 24 | 1  | 5  | 0 |
| I. Darwiche       | 23 | 3  | 4  | 0 |
| D. Endres         | 35 | 0  | 2  | 0 |
| A. Güclü          | 38 | 16 | 6  | 0 |
| J. Hirst          | 23 | 8  | 3  | 0 |
| M. Häuser         | 22 | 0  | 1  | 0 |
| D. Imek           | 6  | 0  | 0  | 0 |
| A. Kelati         | 23 | 1  | 1  | 0 |
| T. Kunert         | 10 | 1  | 0  | 0 |
| S. Lüders         | 7  | 0  | 0  | 0 |
| D. Mangafic       | 29 | 0  | 5  | 0 |
| E. Muhić          | 15 | 0  | 1  | 0 |
| K. Mujezinović    | 7  | 0  | 0  | 0 |
| D. Nothnagel      | 41 | 4  | 7  | 0 |
| A. Sawaneh        | 25 | 0  | 4  | 0 |
| S. Schreiber      | 0  | 0  | 0  | 0 |
| A. Schulze-Solano | 2  | 0  | 0  | 0 |
| E. Sejdović       | 27 | 1  | 3  | 0 |
| J. Sierck         | 37 | 1  | 4  | 0 |
| M. Speck          | 2  | 0  | 0  | 0 |
| S. Straub         | 38 | 2  | 0  | 0 |
| R. Williams       | 24 | 1  | 2  | 0 |
| L. von Schroetter | 32 | 2  | 6  | 0 |